# Manegold de Lautenbach
 (février 2025).

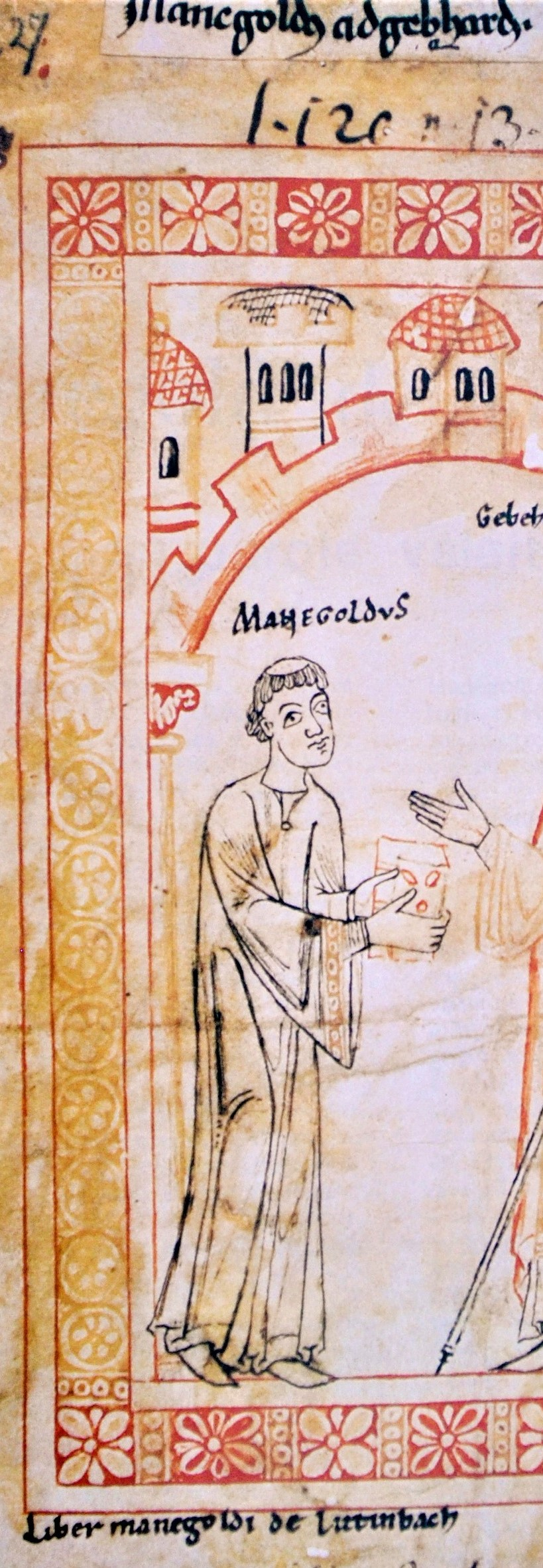
Manegold de Lautenbach dédie son Livre à Gebhard.

Manegold de Lautenbach (v. 1030-1103) fut à Paris un clerc qui enseigna philosophie et théologie, puis en Haute-Alsace un polémiste révolutionnaire dans la Querelle des investitures à travers des pamphlets retentissants, enfin un inlassable fondateur de prieurés dans l'ordre de saint Augustin.

## Biographie
On pense que sa naissance se situe en Haute-Alsace à Lautenbach en 1030. Il exerce son magistère en tant que professeur de philosophie et de théologie à Paris en recevant de la part de ses élèves parisiens le titre de "maître des maîtres modernes". Manegold parcourt aussi la France en enseignant (avec épouse et filles ?), en dialoguant avec les penseurs et mystiques de son temps. Mais, une fois reparti vers l'est, il tombe dans la tourmente déchaînée par la Querelle des Investitures.
Car, à Lautenbach où il est rentré, sans doute veuf, pour devenir membre des Augustins, son supérieur l'a chargé de mettre - mieux qu'une épée - sa plume au service de l'Eglise. Ses prises de position pédagogiques et théologiques l'opposent frontalement au souverain germanique Henri IV pour défendre la ligne réformatrice du pape Grégoire VII contre le Saint Empire romain germanique. Manegold de Lautenbach renforce ainsi le parti des "grégoriens" : sa renommée s'amplifie dans la sphère intellectuelle et religieuse. Comme premier penseur libre du Moyen Âge, dans un latin aussi raffiné que nourri de culture biblique et gréco-latine, il établit la responsabilité des souverains et leur contrôle par les sujets. En représailles, Henri IV ordonne la destruction de Lautenbach.
Burckart de Gueberschwihr retrouve Manegold de Lautenbach au fond de son exil où il a relevé le prieuré augustin de Rottenbuch et l'appelle à fonder avec lui en 1089 le monastère double de Marbach en y introduisant notamment la réforme d'Yves, évêque de Chartres. Ce monastère rayonne bientôt sur toute l'Europe. Sa branche féminine fonde en 1117 le prieuré de Schwarzenthann non loin de là : le Codex Guta-Sintram est le fruit éclatant, daté et signé, de la calligraphe Guta de Schwarzenthann et de l'enlumineur Sintram de Marbach, couronné par un Coutumier qui représente le sommet spirituel et liturgique de la pensée "manégoldienne". Entre-temps, à Marbach même, Henri IV a fait enfin arrêter Manegold de Lautenbach : celui-ci meurt le 24 mai 1103 dans un lieu inconnu.

## Controverses, recherches et cohérence
Manegold est l'auteur de plusieurs manuscrits dont l'influence reste immense au-delà de la période médiévale.
La controverse semble autant accompagner la biographie de Manegold que la découverte de l'œuvre qui lui est attribuée. À l'époque où la longévité reste nécessairement faible, comment une seule personnalité a-t-elle pu assumer et enchaîner l'enseignement de haut niveau, la production de pamphlets révolutionnaires, les épreuves de l'exil et la solide fondation de monastères rayonnants, ?
Irene Caiazzo établit d'abord qu'un Manegold de Lautenbach, de Rottenbuch et de Marbach a disparu des témoignages en 1103. Sa sphère parisienne de réflexion et d'enseignement semble favoriser l'influence innombrable qu'il exerce en ce printemps de la rhétorique : Anselme de Laon et Raoul de Laon, Yves de Chartres, Guillaume de Champeaux, voire Abélard... ont suivi les commentaires des psaumes comme des philosophes païens proposés par maître Manegold. D'ailleurs, ses deux œuvres avérées et polémiques, le Livre contre Wolfhelm et le Livre à Gebhard, composées face à la Querelle des Investitures viennent épanouir des fragments disséminés de citations au point qu'il faudrait, suggère Irene Caiazzo, envisager de situer le pôle de la troisième Renaissance médiévale en Rhénanie plus qu'à Paris...
Dans la Revue d'histoire des textes, Irene Caiazzo déduit de deux manuscrits "anonymes" la trajectoire unique et dynamique de Manegold. Il aurait donc relié Lautenbach à Marbach en passant par Paris, à nouveau par Lautenbach et par la Bavière.
Rédigés au contact des Augustins à Lautenbach, éclairés par la moderne édition critique, ses deux traités polémiques transcendent, signent et développent souverainement les bribes de démonstrations médiévales qu'a récemment glanées la recherche : d'un côté, le Livre contre Wolfhelm montre comment les philosophies chères au parti impérial sont nuisibles à la foi, de l'autre côté le Livre à Gebhard, resté inachevé, non traduit encore en langue vernaculaire, affirme tranquillement à la fin du chapitre XXIX : De même qu’évêque, prêtre et diacre ne sont pas des noms dus au mérite, mais qualifient des fonctions, de même roi, comte et duc ne sont pas des noms de nature, mais désignations de fonction ou de dignité.
Or le Codex Guta-Sintram et son sommet, le Coutumier de Marbach, portent autrement encore la marque du fondateur et premier prévôt de ce monastère : en effet, chargé de la réconciliation entre les deux partis déchirant le Saint Empire romain germanique, il va devenir une rayonnante abbaye fraternelle jaillie tout entière de l'expérience et de la recherche qui animent Manegold de Lautenbach. En ce lieu unique, non seulement la parité entre chanoinesses et chanoines se vit autant qu'elle se dit, mais de plus l'application de la règle de saint Augustin à Marbach et Schwarzenthann passe par la douceur, par la démocratie, par l'espace ouvert à la prière autant qu'à l'harmonie des âmes et des arts, donc à la liberté.

## Œuvres de Manegold de Lautenbach conservées et établies parmi les MONUMENTA GERMANIAE HISTORICA
- LIBER CONTRA WOLFELMUM, texte établi, présenté et annoté en allemand par Wilfried HARTMANN, Weimar, 1972
- LIBER CONTRA WOLFELMUM, texte présenté et traduit en anglais par Robert ZIOMKOWSKI, Louvain, 2002
- MANEGOLDI AD GEBEHARDUM LIBER, texte établi en 1891 par Kuno FRANCKE